# Sultanovići (Bugojno, BiH)
Sultanovići su bivše samostalno naselje s područja današnje općine Bugojno, Federacija BiH, BiH.

## Povijest
Za vrijeme socijalističke BiH ovo je naselje pripojeno naselju Bugojno.
Stradalo u bošnjačko-hrvatskom sukobu na prostoru Bugojna. Dana 19. srpnja 1993. ubile su muslimansko-bošnjačke postrojbe u Sultanovićima jednog Hrvata. Ubijen je Žarko (Marko) Jukić (r. 1968.).
Vidi i Etničko čišćenje Hrvata u Bugojnu.

## Vanjske poveznice
- Bugojansko gradsko katoličko groblje Sulatanovići, opustošeno za vrijeme islamističke strahovlade  Arhivirana inačica izvorne stranice od 16. listopada 2012. (Wayback Machine)